# Meeting de Paris 2018
Navigation
Édition précédente Édition suivante
Le Meeting de Paris 2018 se déroule le 30 juin 2018 au Stade Charléty de Paris, en France. Il s'agit de la septième étape de la Ligue de diamant 2018.
Sept meilleures performances mondiales de l'année y sont battues, dont celle du 400 m haies masculin par Abderrahman Samba avec 46 s 98, et celle du 800 m féminin par Caster Semenya dans le temps de 1 min 54 s 25.

## Résultats

### Hommes
| Rang | Athlète         | Temps           | Points |
| ---- | --------------- | --------------- | ------ |
| 1    | Ronnie Baker    | 9 s 88 (WL, PB) | 8      |
| 2    | Jimmy Vicaut    | 9 s 91          | 7      |
| 3    | Su Bingtian     | 9 s 91 (AR, PB) | 6      |
| 4    | Akani Simbine   | 9 s 94          | 5      |
| 5    | Yohan Blake     | 10 s 03         | 4      |
| 6    | Michael Rodgers | 10 s 10         | 3      |
| 7    | Arthur Cissé    | 10 s 15         | 2      |
| 8    | Jeffery Demps   | 10 s 23         | 1      |

| Rang | Athlète                | Temps                  | Points |
| ---- | ---------------------- | ---------------------- | ------ |
| 1    | Timothy Cheruiyot      | 3 min 29 s 71 (WL)     | 8      |
| 2    | Ayanleh Souleiman      | 3 min 31 s 77          | 7      |
| 3    | Charles Cheboi Simotwo | 3 min 32 s 61          | 6      |
| 4    | Aman Wote              | 3 min 32 s 81          | 5      |
| 5    | Jakub Holuša           | 3 min 32 s 85 (NR, PB) | 4      |
| 6    | Filip Ingebrigtsen     | 3 min 32 s 87          | 3      |
| 7    | Bethwell Birgen        | 3 min 34 s 27          | 2      |
| 8    | Sadik Mikhou           | 3 min 34 s 55          | 1      |

| Rang | Athlète            | Temps   | Points |
| ---- | ------------------ | ------- | ------ |
| 1    | Ronald Levy        | 13 s 18 | 8      |
| 2    | Hansle Parchment   | 13 s 22 | 7      |
| 3    | Devon Allen        | 13 s 23 | 6      |
| 4    | Antonio Alkana     | 13 s 32 | 5      |
| 5    | Jarret Eaton       | 13 s 40 | 4      |
| 6    | Orlando Ortega     | 13 s 44 | 3      |
| 7    | Aurel Manga        | 13 s 48 | 2      |
| -    | Sergueï Choubenkov | DQ      | -      |

| Rang | Athlète           | Temps                    | Points |
| ---- | ----------------- | ------------------------ | ------ |
| 1    | Abderrahman Samba | 46 s 98 (AR, WL, MR, PB) | 8      |
| 2    | Kyron McMaster    | 47 s 54 (NR, PB)         | 7      |
| 3    | Karsten Warholm   | 48 s 06                  | 6      |
| 4    | TJ Holmes         | 48 s 30 (PB)             | 5      |
| 5    | Kerron Clement    | 48 s 83                  | 4      |
| 6    | Bershawn Jackson  | 49 s 16                  | 3      |
| 7    | Victor Coroller   | 50 s 03                  | 2      |
| 8    | Juander Santos    | 50 s 71                  | 1      |

| Rang | Athlète             | Marque      | Points |
| ---- | ------------------- | ----------- | ------ |
| 1    | Sam Kendricks       | 5,96 m (WL) | 8      |
| 2    | Armand Duplantis    | 5,90 m      | 7      |
| 3    | Renaud Lavillenie   | 5,84 m      | 6      |
| 4    | Piotr Lisek         | 5,84 m      | 5      |
| 5    | Shawnacy Barber     | 5,84 m      | 4      |
| 6    | Kurtis Marschall    | 5,70 m      | 3      |
| 7    | Paweł Wojciechowski | 5,70 m      | 2      |
| 8    | Axel Chapelle       | 5,60 m      | 1      |

| Rang | Athlète              | Marque  | Points |
| ---- | -------------------- | ------- | ------ |
| 1    | Fedrick Dacres       | 67,01 m | 8      |
| 2    | Christoph Harting    | 64,80 m | 7      |
| 3    | Robert Urbanek       | 64,68 m | 6      |
| 4    | Piotr Malachowski    | 64,47 m | 5      |
| 5    | Lukas Weisshaidinger | 64,44 m | 4      |
| 6    | Ehsan Hadadi         | 64,36 m | 3      |
| 7    | Philip Milanov       | 64,00 m | 2      |
| 8    | Daniel Jasinski      | 62,40 m | 1      |

### Femmes
| Rang | Athlète            | Temps        | Points |
| ---- | ------------------ | ------------ | ------ |
| 1    | Shericka Jackson   | 22 s 05 (PB) | 8      |
| 2    | Jenna Prandini     | 22 s 30      | 7      |
| 3    | Marie-Josée Ta Lou | 22 s 50      | 6      |
| 4    | Jamile Samuel      | 22 s 63 (PB) | 5      |
| 5    | Kyra Jefferson     | 22 s 69      | 4      |
| 6    | Kimberlyn Duncan   | 22 s 95      | 3      |
| 7    | Tatjana Pinto      | 23 s 35      | 2      |
| 8    | Brigitte Ntiamoah  | 23 s 48      | 1      |

| Rang | Athlète                 | Temps            | Points |
| ---- | ----------------------- | ---------------- | ------ |
| 1    | Salwa Eid Naser         | 49 s 55 (AR, PB) | 8      |
| 2    | Jessica Beard           | 50 s 39          | 7      |
| 3    | Phyllis Francis         | 50 s 50          | 6      |
| 4    | Shakima Wimbley         | 50 s 81          | 5      |
| 5    | Stephenie Ann McPherson | 50 s 85          | 4      |
| 6    | Courtney Okolo          | 51 s 15          | 3      |
| 7    | Floria Guei             | 51 s 71          | 2      |
| 8    | Anastasia Le-Roy        | 52 s 44          | 1      |

| Rang | Athlète              | Temps                          | Points |
| ---- | -------------------- | ------------------------------ | ------ |
| 1    | Caster Semenya       | 1 min 54 s 25 (WL, NR, MR, PB) | 8      |
| 2    | Francine Niyonsaba   | 1 min 55 s 86                  | 7      |
| 3    | Ajee Wilson          | 1 min 57 s 11                  | 6      |
| 4    | Habitam Alemu        | 1 min 57 s 17                  | 5      |
| 5    | Natoya Goule         | 1 min 57 s 69 (NR, PB)         | 4      |
| 6    | Charlene Lipsey      | 1 min 58 s 05                  | 3      |
| 7    | Emily Cherotich Tuei | 1 min 58 s 99                  | 2      |
| 8    | Renelle Lamote       | 1 min 59 s 25                  | 1      |

| Rang | Athlète                     | Temps                  | Points |
| ---- | --------------------------- | ---------------------- | ------ |
| 1    | Beatrice Chepkoech          | 8 min 59 s 36 (WL, PB) | 8      |
| 2    | Celliphine Chepteek Chespol | 9 min 1 s 82           | 7      |
| 3    | Hyvin Kiyeng                | 9 min 3 s 86           | 6      |
| 4    | Norah Jeruto                | 9 min 4 s 17           | 5      |
| 5    | Winfred Mutile Yavi         | 9 min 12 s 74 (PB)     | 4      |
| 6    | Roseline Chepngetich        | 9 min 17 s 08 (PB)     | 3      |
| 7    | Daisy Jepkemei              | 9 min 7 s 35           | 2      |
| 8    | Aisha Praught               | 9 min 20 s 89          | 1      |

| Rang | Athlète                    | Marque          | Points |
| ---- | -------------------------- | --------------- | ------ |
| 1    | Mariya Lasitskene          | 2,04 m (WL, MR) | 8      |
| 2    | Nafissatou Thiam           | 1,97 m          | 7      |
| 3    | Yuliya Levchenko           | 1,97 m          | 6      |
| 4    | Mirela Demireva            | 1,94 m          | 5      |
| 5    | Elena Vallortigara         | 1,94 m          | 4      |
| 6    | Kateryna Tabashnyk         | 1,94 m          | 3      |
| 7    | Marie-Laurence Jungfleisch | 1,94 m          | 2      |
| 8    | Erika Kinsey               | 1,90 m          | 1      |

| Rang | Athlète           | Marque       | Points |
| ---- | ----------------- | ------------ | ------ |
| 1    | Caterine Ibargüen | 14,83 m      | 8      |
| 2    | Kimberly Williams | 14,56 m      | 7      |
| 3    | Tori Franklin     | 14,49 m      | 6      |
| 4    | Kristin Gierisch  | 14,42 m (PB) | 5      |
| 5    | Shanieka Ricketts | 14,38 m      | 4      |
| 6    | Ana Peleteiro     | 14,31 m      | 3      |
| 7    | Rouguy Diallo     | 14,27 m (PB) | 2      |
| 8    | Olga Rypakova     | 14,25 m      | 1      |

| \| Rang \| Athlète \| Marque \| Points \| \| ---- \| ------------------ \| ------------ \| ------ \| \| 1 \| Sandra Perkovic \| 68,60 m (MR) \| 8 \| \| 2 \| Yaimé Pérez \| 66,55 m \| 7 \| \| 3 \| Denia Caballero \| 63,13 m \| 6 \| \| 4 \| Andressa de Morais \| 62,93 m \| 5 \| \| 5 \| Anna Rüh \| 62,65 m \| 4 \| \| 6 \| Claudine Vita \| 62,31 m \| 3 \| \| 7 \| Nadine Müller \| 60,28 m \| 2 \| \| 8 \| Whitney Ashley \| 57,33 m \| 1 \| |                    |              |        |
| Rang | Athlète            | Marque       | Points |
| 1 | Sandra Perkovic    | 68,60 m (MR) | 8      |
| 2 | Yaimé Pérez        | 66,55 m      | 7      |
| 3 | Denia Caballero    | 63,13 m      | 6      |
| 4 | Andressa de Morais | 62,93 m      | 5      |
| 5 | Anna Rüh           | 62,65 m      | 4      |
| 6 | Claudine Vita      | 62,31 m      | 3      |
| 7 | Nadine Müller      | 60,28 m      | 2      |
| 8 | Whitney Ashley     | 57,33 m      | 1      |

## Légende
Records et Performances
- AR : Record continental (area record)
- CR : Record des championnats (championship record)
- MR : Record du meeting (meet record)
- NR : Record national (national record)
- OR : Record olympique (olympic record)
- PR : Record paralympique (paralympic record)
- PB : Record personnel (personal best)
- SB : Meilleure performance personnelle de la saison (season's best)
- WL : Meilleure performance mondiale de l'année (world leader)
- WJR : Record du monde junior (world junior record)
- WR : Record du monde (world record)

Circonstances et Conditions
- DNF : N'a pas terminé (did not finish)
- DNS : N'a pas pris le départ (did not start)
- DQ : Disqualification (disqualification)
- NM : Aucun essai valable enregistré (No Mark)
- Q : Qualifié « directement » au prochain tour (ou à la prochaine compétition), lors d'une compétition majeure, grâce au classement ou à la réalisation des minima (automatic qualifier)
- q : Qualifié au prochain tour (ou à la prochaine compétition), lors d'une compétition majeure, grâce au repêchage ou à la réalisation de l'une des meilleures performances parmi celles des « non qualifiés directement » (grâce au meilleur temps ou à la meilleure distance par exemple) (secondary qualifier)